# Пекат
Пека́т — государственное образование, существовавшее в XVII — XIX веках на территории индонезийского острова Сумбава. Возникло около 1660 года в ходе раскола империи Маджапахит. В последующие десятилетия в Пекате распространился ислам. 
В первой половине XVIII века находилось под властью балийского княжества Клунгкунг, затем восстановило самостоятельность. В 1815 году Пекат, как и другие государственные образования Сумбавы, погибли в результате катастрофического извержения вулкана Тамбора. Большая часть его территории была погребена под метровым слоем вулканического пепла, а выжившее население вскоре полностью вымерло от голода.
Позднее территория Пеката входила в состав Голландской Ост-Индии, а затем — Республики Индонезии.